# Оз, Фрэнк
Фрэнк Оз (англ. Frank Oz, при рождении Ри́чард Фрэнк Ознович (англ. Richard Frank Oznowicz); род. 25 мая 1944, Херефорд, Западный Мидленд) — американский кукловод, кинорежиссёр и актёр.
Он известен ролью магистра джедая Йоды в франшизе «Звёздные войны», управляя и озвучивая персонажа, в нескольких фильмах и телесериалах.

## Биография
Родился 25 мая 1944 года в Херефорде, Англия. Когда ему было пять лет, его родители, актёры кукольного театра, эмигрировали в США. На конвенции кукловодов в Калифорнии Фрэнк Оз познакомился с легендарным кукольником Джимом Хенсоном, создателем «Улицы Сезам», и Хенсон был просто потрясён способностями Оза. Он практически сразу хотел нанять Фрэнка, но пришлось подождать, когда тот окончит школу. С начала 80-х Оз снял фильм-сказку «Тёмный кристалл», создавать кукол для которого и ставить сам фильм помогал учитель и соратник Джим Хенсон.
Оз снял фильм-мюзикл «Магазинчик ужасов» (1986), ремейк-пародию на чёрно-белый фильм Роджера Кормана.
Во второй половине 1980-х — начале 1990-х вышли самые успешные комедии Оза: «Отпетые мошенники» (1988, со Стивом Мартином и Майклом Кейном), «А как же Боб?» (1991, с Биллом Мюрреем и Ричардом Дрейфуссом), «Домохозяйка» (1992, со Стивом Мартином и Голди Хоун).
В середине 1990-х Оз занимался, в основном, озвучиванием и работой над «Маппетами». Приключенческий фильм «Индеец в шкафу», вышедший в это время, не снискал успеха. В конце 1990-х выпустил кассовые хиты «Вход и выход» (1997, с Кевином Клайном и Джоан Кьюсак), «Клёвый парень» (1999, со Стивом Мартином и Эдди Мёрфи). Успехом также пользовался неожиданно снятый Озом триллер «Медвежатник» (2001, с Робертом Де Ниро и Эдвардом Нортоном).
Скандальный долгострой «Степфордские жёны», ремейк фильма 1975 года, поссоривший множество известных людей в Голливуде и наспех переделанный после негативных реакций фокус-групп продюсерами братьями Вайнштейнами, несмотря на звёздный актёрский состав, не снискал любви зрителей и критиков. Лучше был принят фильм «Смерть на похоронах».
Оз регулярно исполняет эпизодические роли в фильмах своих приятелей-режиссёров и активно участвует в озвучивании — в этом качестве на его счету более сотни работ. Его голосом говорят мисс Пигги в Маппетах и Фангус в «Корпорации монстров», охранник Дэйв в «Головоломке» и магистр Йода во всей саге «Звёздные войны».

## Избранная фильмография

### Режиссёр
- 1983 — Тёмный кристалл / The Dark Crystal
- 1984 — Маппеты завоёвывают Манхэттен / The Muppets Take Manhattan
- 1986 — Магазинчик ужасов / Little Shop of Horrors
- 1988 — Отпетые мошенники / Dirty Rotten Scoundrels
- 1991 — А как же Боб? / What About Bob?
- 1992 — Хозяйка дома / HouseSitter
- 1995 — Индеец в шкафу / The Indian in the Cupboard
- 1997 — Вход и выход / In & Out
- 1999 — Клёвый парень / Bowfinger
- 2001 — Медвежатник / The Score
- 2004 — Степфордские жёны / The Stepford Wives
- 2007 — Смерть на похоронах / Death at a Funeral

### Актёр
- 1980 — Братья Блюз / Blues Brothers — надзиратель
- 1980 — Звёздные войны. Эпизод V: Империя наносит ответный удар / The Empire Strikes Back — голос Йоды
- 1981 — Американский оборотень в Лондоне / An American Werewolf in London — мистер Коллинс / мисс Пигги
- 1983 — Звёздные войны. Эпизод VI: Возвращение джедая / Return of the Jedi — голос Йоды
- 1983 — Поменяться местами / Trading Places — полицейский в участке
- 1985 — Шпионы как мы / Spies Like Us — диспетчер
- 1986 — Лабиринт / Labyrinth — мудрец
- 1992 — Кровь невинных / Innocent Blood — патологоанатом
- 1998 — Братья Блюз 2000 / Blues Brothers 2000 — надзиратель
- 1999 — Звёздные войны. Эпизод I: Скрытая угроза / Star Wars: Episode I: The Phantom Menace — голос Йоды
- 2001 — Корпорация монстров / Monsters, Inc — Грибок (озвучка)
- 2002 — Звёздные войны. Эпизод II: Атака клонов / Star Wars. Episode II: Attack of the Clones — голос Йоды
- 2005 — Звёздные войны. Эпизод III: Месть ситхов / Star Wars. Episode III. Revenge of the Sith — голос Йоды
- 2005 — Затура: Космическое приключение / Zathura: A Space Adventure — робот (озвучка)
- 2015 — Звёздные войны: Повстанцы / Star Wars Rebels — голос Йоды
- 2015 — Звёздные войны: Пробуждение силы / Star Wars: The Force Awakens — голос Йоды
- 2015 — Головоломка / Inside Out — Подсознательный хранитель Дэйв (озвучка)
- 2017 — Звёздные войны: Последние джедаи / Star Wars: The Last Jedi — призрак Йоды
- 2019 — Достать ножи / Knives Out — Алан Стивенс
- 2019 — Звёздные войны: Скайуокер. Восход / Star Wars: The Rise of Skywalker — Йода
- 2020 — Star Wars: Tales from the Galaxy's Edge / Star Wars: Tales from the Galaxy's Edge — Йода (озвучка)
- 2021 — Эхо насилия / Echoes of Violence — Данте
- 2022—2023 — Сториботы: Время ответов / Storybots: Answer Time — озвучка
- 2024 — Головоломка 2 / Inside Out 2 — Подсознательный хранитель Дэйв (озвучка)

## Заметки
1. ↑  Только в «Империи наносит ответный удар», «Возвращении джедая» и «Скрытой угрозе»